# 北三环站
北三环站是郑州地铁2号线的地铁车站，位于中华人民共和国河南省郑州市金水区花园路与广电南路交叉口，2016年8月19日投入运营。

## 車站結構
北三环站的主体结构位于花园路地下，呈南北走向，长187.6米，为地下二层车站，B1层为站厅，B2层为站台层。
| 1F  | 地面     | 所有出入口                                       | 所有出入口                                       | 所有出入口                                       |
| B1F | 站厅     | 客服中心、自动售票机、行李检查、闸机、车站控制室 | 客服中心、自动售票机、行李检查、闸机、车站控制室 | 客服中心、自动售票机、行李检查、闸机、车站控制室 |
| B2F | █ 2号线  | 往贾河方向（沙门）                               | 往贾河方向（沙门）                               | 往贾河方向（沙门）                               |
| B2F | 岛式站台 |                                                  | 至站厅                                           | 卫生间                                           |
| B2F | █ 2号线  | 往南四环/城郊线郑州航空港站方向（东风路）        | 往南四环/城郊线郑州航空港站方向（东风路）        | 往南四环/城郊线郑州航空港站方向（东风路）        |

### 站厅
北三环站的站厅位于B1层，设有客服中心、自动售票机、行李检查等设施。站厅由闸机和栏杆分隔为付费区和非付费区，付费区内设有自动扶梯、步梯和无障碍电梯连接站台层。车站控制室设于站厅南端近A口通道处。

### 站台
北三环站设一座岛式站台，位于B2层，安装有高站台门。站台呈南北向，西侧站台面由2号线下行（南四环/城郊线郑州航空港站方向）列车使用，东侧站台面由2号线上行（贾河方向）列车使用。在站台南端设有卫生间和母婴室。

### 出入口
北三环站设有A、B、C共3个出入口，分别位于花园路与广电南路交叉路口的东南角、西南角和西北角。B口设有无障碍电梯。
该站各出入口的信息如下表所示。
| 省广播电视中心 | 省广播电视中心   | 省广播电视中心 | 省广播电视中心           | 省广播电视中心 |
| 编号           | 路线             | 路线           | 路线                     | 备注           |
| -------------- | ---------------- | -------------- | ------------------------ | -------------- |
| G9             | 花园口村公交站   | ⇆              | 航海路秦岭路             |                |
| G29            | 郑州海洋馆       | ⇆              | 金水东路公交站           |                |
| G62            | 东赵公交站       | ⇆              | 环翠路公交站             |                |
| B11            | 中州大道黑庄     | ⇆              | 环翠路公交站             |                |
| S105           | 广电南路中州大道 | ⇆              | 东风路文博西路（智汇城） |                |
| Y11            | 花园口村公交站   | ⇆              | 火车站北港湾             | 夜间服务       |

| 省广播电视中心 | 省广播电视中心   | 省广播电视中心 | 省广播电视中心           | 省广播电视中心 |
| 编号           | 路线             | 路线           | 路线                     | 备注           |
| -------------- | ---------------- | -------------- | ------------------------ | -------------- |
| G9             | 花园口村公交站   | ⇆              | 航海路秦岭路             |                |
| G29            | 郑州海洋馆       | ⇆              | 金水东路公交站           |                |
| G62            | 东赵公交站       | ⇆              | 环翠路公交站             |                |
| B11            | 中州大道黑庄     | ⇆              | 环翠路公交站             |                |
| S105           | 广电南路中州大道 | ⇆              | 东风路文博西路（智汇城） |                |
| Y11            | 花园口村公交站   | ⇆              | 火车站北港湾             | 夜间服务       |